# Broekhuizen (Horst aan de Maas)

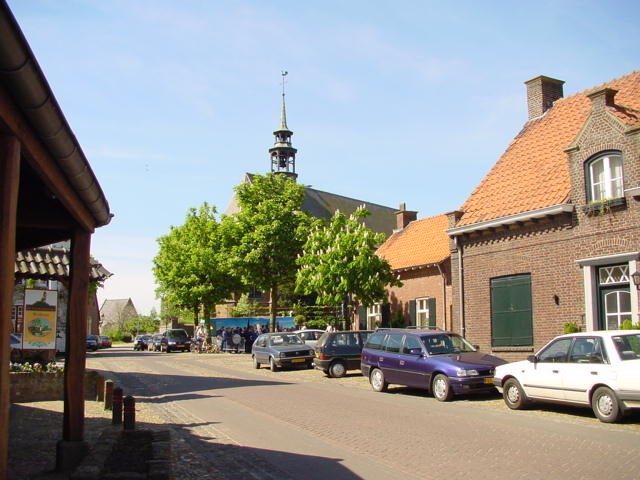
Dorpskern Broekhuizen

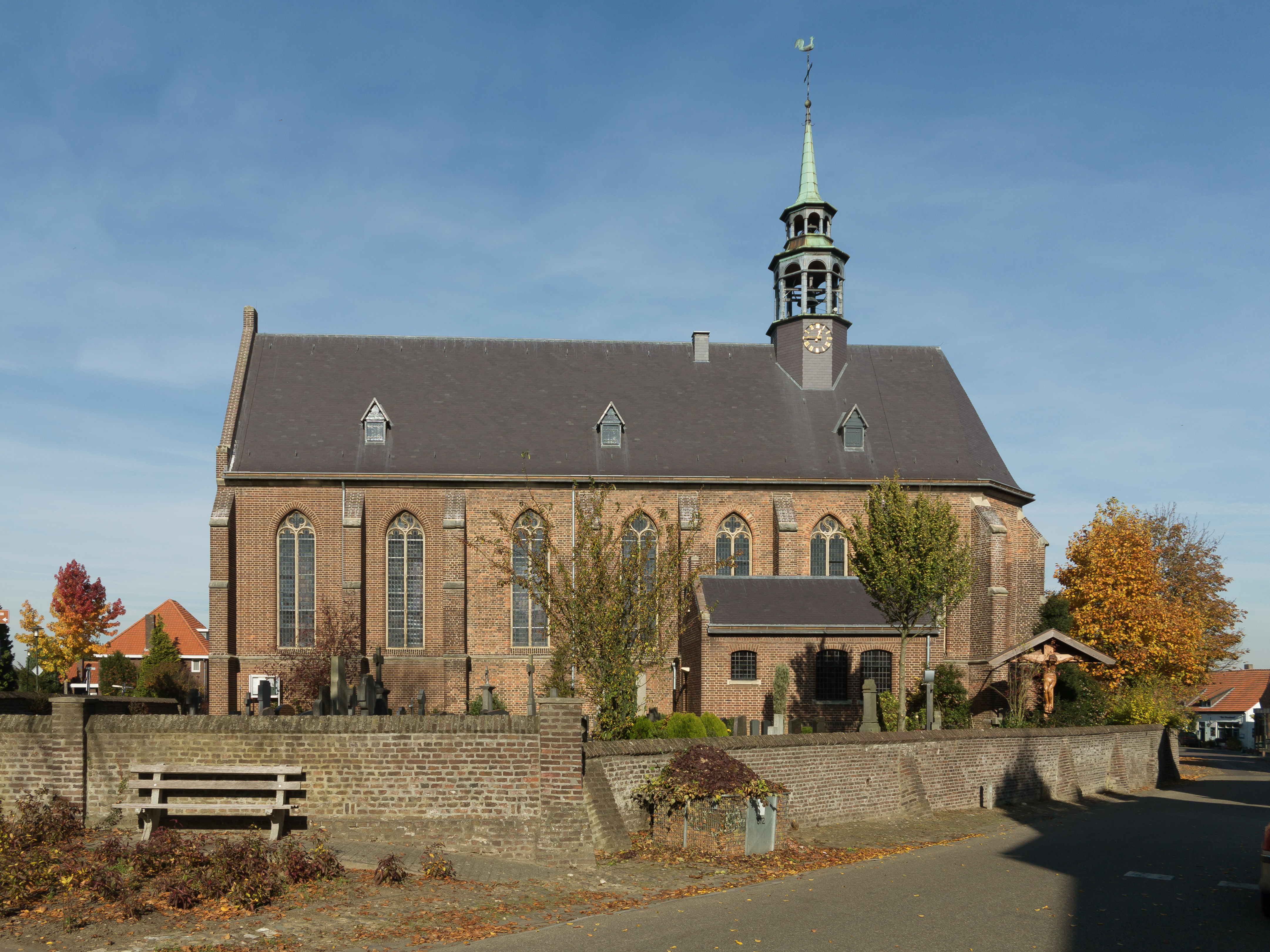
Sint-Nicolaaskerk

Broekhuizen (Noord-Limburgs: Brokeze) is een dorp in Nederlands Limburg dat circa 14 kilometer ten noorden van Venlo op de westoever van de rivier de Maas ligt. Het circa 810 inwoners tellende dorp met 331 gebouwen is per 1 januari 2001 opgegaan in de gemeente Horst aan de Maas. Voor die tijd vormde het een zelfstandige en gelijknamige gemeente van 1900 inwoners tezamen met het dorp Broekhuizenvorst en de gehuchten Stokt en Ooijen, met het gemeentehuis in Broekhuizenvorst.

## Voormalig gemeentewapen
Sinds 1622 heeft de schepenbank het wapen van de adellijke familie van Broeckhuysen overgenomen, bestaande uit een groen schild met zilveren schildhoofd en in het schildhoofd hermelijnstaartjes 5:4 gerangschikt. De figuur van St. Nicolaas (patroonheilige van de schippers en naamgever van de lokale kerk) werd er als schildhouder aan toegevoegd. Daarvoor had ze geen wapen, maar liet ze de schout, de plaatselijke heer of de pastoor de aktes bezegelen.

## Geschiedenis
- De schepenbank Broekhuizen zelf bestond in ieder geval vanaf 2 maart 1461 en de heer van het dorp (Willem van Broeckhuysen) wordt in 1402 genoemd wanneer hij zijn eigen heerlijkheid voor het eerst in leen opdraagt aan de Hertog van Gelre. De naam komt echter al in 1228 als familienaam voor (ridder Seger van Broeckhuysen) en het duidt erop dat het dorp toen al bestond onder die naam. Het dorp lag in Opper-Gelre en maakte deel uit van het ambt Kessel, dat de Hertog van Gelre -en later de Spaanse Koning als zijn opvolger vanaf 1543- toebehoorde. Toen het Spaanse koningshuis uitstierf, volgde de Spaanse Successieoorlog die er toe leidde dat ook Broekhuizen door de Pruisen werd bezet en formeel in 1713 Pruisisch werd. Daarnaast kocht de Pruisische Koning de heerlijkheid (en het kasteel) in 1744 ook nog. Dit bleef zo totdat de Fransen in 1794 Pruisisch Gelder definitief veroverden. In 1798 werden de heerlijke rechten en schepenbanken door de Fransen afgeschaft en vervangen door gemeenten. Bij de totstandkoming van het Koninkrijk der Nederlanden (2 december 1813) werd Broekhuizen onderdeel van de nieuwe provincie Limburg. Bij de Belgische onafhankelijkheidsstrijd (1830) koos dit gebied echter voor aansluiting met België en was Broekhuizen door het vredesverdrag van Londen in 1839 onderdeel van de Duitse Bond, waar Limburg in 1866 uitstapte. Sinds die tijd is Broekhuizen definitief in Nederland gelegen.
- Eind november 1944 vond de slag om Broekhuizen plaats, waarbij het Britse leger een eenheid Duitse Fallschirmjäger versloeg die Kasteel Broekhuizen hadden bezet. Het kasteel werd hierbij verwoest. De bewoners haalden bruikbare materialen uit de resten van het kasteel om het dorp weer op te bouwen. Het kasteel werd daarna nooit meer hersteld.
- De archieven van de Doop- Trouw- (vanaf 1636) en Overlijdensregisters (vanaf 1651) alsmede die van de schepenbank bevinden zich in het Rijksarchief Maastricht.

## Bezienswaardigheden
- De veerverbinding met Arcen met het Brouwershuis (Veerweg 15) uit de 18e eeuw en 1852, en Café t' Tolhuisje (voormalig Café "Maaszicht") (Veerweg 12) uit 1776.
- De Sint-Nicolaaskerk, kapel van voor 1484, hersteld en vergroot na verwoesting in 1944.
- De ruïne van Kasteel Broekhuizen. Deze is niet toegankelijk.
- Sint-Christoffelkapel uit 2020 die vlak bij de oude en afgebroken Sint-Christoffelkapel werd gebouwd.
- Mariakapel
- Sint-Jozefkapel in Stokt.

## Natuur en landschap
Broekhuizen ligt aan de Maas, op een hoogte van ongeveer 18 meter. De Broekhuizer Molenbeek mondt aan de noordzijde van Broekhuizen in de Maas uit. In het westen liggen de natuurgebieden Tienraijse en Swolgenderheide en het Schuitwater. Ten zuiden van Broekhuizen liggen een aantal percelen naaldbos.

## Voorzieningen
Er was een supermarkt tot in 2016. Behalve een café zijn er twee hotel-restaurants en een restaurant die uitkijken over de Maas. Voorts is er een basisschool (De Schakel) in het aangrenzende Broekhuizenvorst. Tevens is er een passanten/recreantenhaven met een strandpaviljoen in de zomer. De laatste dorpswinkel die sloot in 2019 was in de bezinepomp, waarbij de benzinepomp een benzinebetaalautomaat werd en een kapsalon.

## Geboren
- Romijn Conen (1 maart 1967), acteur
- Boris Pavel Conen (4 augustus 1968), regisseur
- Pepijn Lijnders (24 januari 1983), voetbaltrainer

## Nabijgelegen kernen
Broekhuizenvorst, Swolgen, Arcen (veer), Lottum, Melderslo